# Polisportiva Aretusa
L'Associazione Dilettantistica Polisportiva Aretusa o più semplicemente Aretusa è la principale società di pallacanestro maschile di Siracusa. Nella stagione 2020-2021 milita in Serie D, quinto livello del campionato italiano di basket.
La società è stata fondata il 16 aprile 1944 per poi essere rifondata nel 2000.
I colori sociali del club sono il bianco-verde, l'impianto sede di gioco delle gare casalinghe è il Pala Akradina. Ha esordito nel campionato di serie A nella stagione 1962/63.  Nel palmarès, annovera la conquista di una Coppa Sicilia nel 2013.

## Storia

### Gli inizi
La società fu fondata il 16 aprile 1944 nei locali dello Stadio Vittorio Emanuele III da un gruppo di amanti dello sport che si riuniscono per formare una Società polisportiva.
Il verbale dell´atto costitutivo recita: Considerato, quindi, che in atto lo sport siracusano ha subito un arresto in conseguenza degli avvenimenti del 1943; ritenuto necessario, intanto, abbandonare ogni indugio per la ripresa immediata dell´interrotta attività sportiva nella nostra città che vanta un passato glorioso, allo scopo di impedire anche la logica conseguente dispersione delle giovanili energie ed anzi col fermo proposito di beneficamente sfruttarle e potenziarle per mantenere alto il prestigio di Siracusa sportiva; all´unanimità deliberiamo di costituire in Siracusa la Società Polisportiva Aretusa.
Il numero dei soci fondatori della Polisportiva Aretusa era composto da 30 persone, e tra tutti spicca il nome di Concetto Lo Bello l´arbitro di calcio più famoso d´Italia e sicuramente uno dei siracusani più illustri.

### La serie A
La società raggiunge i vertici del Basket Italiano negli anni sessanta, esattamente quando nella stagione 1961/62 vince il campionato di serie B sotto il nome Sincat Siracusa classificandosi al primo posto, ottenendo l'accesso al suo primo campionato di serie A nella stagione 1962/63.
Nello stesso anno, nel campionato di serie B la Pallacanestro Siracusa (altra realtà siracusana) si ben comporta classificandosi al terzo posto. Da qui, l'idea a fine campionato, di unire le proprie forze, decidendo di iscrivere l'anno successivo un'unica squadra nel campionato di serie A sotto il nome di Pallacanestro Siracusa.
La sua permanenza in massima serie resiste fino al 1964/65, anno in cui vengono riformati i campionati che subiscono un allargamento, provocando il declassamento dei biancoverdi al torneo di serie B. 
Ad allenare gli aretusei negli anni della serie A fu l'indimenticato Nello Paratore.

### La rinascita e la Coppa Sicilia
PalaRussello Messina, 28 dicembre 2013

Polisportiva Aretusa  -  Minibasket Milazzo

76 - 70
- Aretusa:  Carpinteri, Bonaiuto, Agosta, Ferrera, Messina, Alescio, Bellofiore, Boscarino, Carbone C., Carbone A., Ferraro, Micalizzi.
- Allenatore: Marletta

- Milazzo: Toto, Barbera, Coppolino, Amato, Cassisi, Maimone, La Spada G., Scilipoti, La Spada A., Colosi, Italiano, Li Vecchi.
- Allenatore: Lucifero

Dopo un periodo di scarsi risultati che portano la società aretusea fino a dover disputare i mediocri campionati di serie D, nella stagione 1987/88 riapproda in serie C consolidandosi tra i sestetti più importanti in ambito regionale. Nel 1992 l'Aretusa e la Pallacanestro Siracusa (seconda squadra cittadina) si consorziarono nel Siracusa Pool Basket.
Nel 2000 la società viene rifondata, cambiando quasi interamente il consiglio direttivo, puntando maggiormente le proprie risorse sul settore giovanile iscrivendosi nei vari tornei regionali e nazionali..
Nella stagione 2013/14 oltre ad ottenere la promozione in serie C, vince per la prima volta la Coppa Sicilia, battendo al PalaRussello di Messina il Minibasket Milazzo per 76 a 70..
Nella stagione 2015/16 l'Aretusa, per dare seguito al progetto di crescita della propria società, inserisce per la prima volta nel proprio sestetto due stranieri, gli statunitensi Sean Smith e Tony Robinson.

## Denominazioni e sponsorizzazioni
- 1944-1952: Polisportiva Siracusa
- 1952-1955: Libertas Siracusa
- 1955-1959: Saccs Siracusa
- 1959-1961: Pallacanestro Siracusa
- 1961-1963: Sincat Siracusa
- 1963-1972: Pallacanestro Siracusa
- 1972-1995: Polisportiva Aretusa
- 1995-1996: Siracusana Ittica Aretusa
- 1996-1997: Smai Aretusa
- 1997-2000: Gestat Aretusa
- 2000-2014: Polisportiva Aretusa
- 2014-2015: Kama Italia Aretusa
- 2015-2016: Polisportiva Aretusa
- 2016-2017: Cocus Aretusa
- 2018-2019: Polisportiva Aretusa
- 2019-2020: Microfon Aretusa

## Allenatori e presidenti

### Allenatori
- 1995-2000:  Giuseppe Padua
- 2010-2012:  Carlo Costa
- 2012-2014:  Paolo Marletta
- 2014-2015:  Luigi Bordieri
 Alessandro Anastasi
- 2015-2018: Paolo Marletta
- 2018-2019: Claudio Troia
- 2019-oggi: Paolo Marletta

### Presidenti
- 1964-1988:  Attilio Ortisi
- 1989-1999:  Amilcare Giardina
- 2000-2019:  Giuseppe Padua
- 2019-oggi:  Paolo Marletta

## Impianto di gioco
il Pala Akradina (denominato così per via della zona di appartenenza) è situato a Ronco a via Damone 1, nella zona alta nonché nella periferia centrale di Siracusa. La sua capienza è di circa 500 posti a sedere.

## Società
La sede della società è ubicata in via Paolo Caldarella 4, all'interno della Cittadella dello Sport di Siracusa. All'interno di essa, vengono svolte le attività agonistiche del settore giovanile.

## Partecipazione ai campionati
| Categoria     | Partecipazioni | Debutto   | Ultima stagione |
| ------------- | -------------- | --------- | --------------- |
| Serie A       | 3              | 1962-1963 | 1964-1965       |
| Serie B       | 5              | 1959-1960 | 1965-1966       |
| Serie C/C1/C2 | 34             | 1956-1957 | 2016-2017       |
| Serie D       | 20             | 1968-1969 | 2020-2021       |
| Promozione    | 3              | 2017-2018 | 2019-2020       |

## Palmarès

### Competizioni nazionali
- Serie B: 1

1961-62
- Serie C: 1

1958-59